# Sistema sociotècnic
El terme sistema sociotècnic (de l'anglès Sociotechnical systems o STS) va ser originalment usat per designar la interacció obrer – màquina en ambients de treball industrial. Actualment s'ha estès el seu abast per abastar les complexes interaccions entre les tecnologia i les persones, així com les seves conseqüències psicològiques i culturals.(observant sempre la raó amb el real i no pensat)

## Origen del terme
En 1953 els investigadors F. I. Emery i I. L. Trist del Tavistock Institute de Londres van encunyar l'expressió soci-technical system en un estudi sobre les condicions de treball en organitzacions. Aquesta és l'accepció laboral del terme.

## Accepció laboral
Els estudis clàssics de Frederick W. Taylor, que van donar origen al denominat taylorisme, es van basar en la idea d'adaptar les persones a les característiques de les màquines per obtenir el màxim rendiment del seu treball. Les idees de Taylor van ser posades en pràctica per Henry Ford en el seu mètode de producció en cadena d'automòbils. La resultant descomposició de tasques complexes en mínims moviments mecànics i repetitius, amb el mínim de temps morts, satirizado per Charles Chaplin en la pel·lícula Temps moderns, va llevar sentit final al treball obrer i va atemptar tant contra la seva salut física i mental com la qualitat del seu treball. Això també pot ser analitzat en el conte del xilè Baldomero Lillo de L'ànima de la màquina al començament del segle xx.
Els actuals mètodes d'organització del treball, un dels exponents del qual més destacats és el toyotisme es caracteritzen per:
- Evitar l'excés d'especialització i propendir a la flexibilitat laboral.
- Incrementar la responsabilitat del treballador en el producte final.
- Efectuar controls de qualitat del producte en totes les etapes de la seva fabricació.
- Motivar al treballador.
- Propendir a augmentar la satisfacció del treballador amb les seves tasques i a la seva identificació amb els objectius empresaris.

Encara que es tendeix així a la humanització de les tasques, aquesta concepció de sistema sociotècnic considera a les persones només com un ingredient del procés productiu, els recursos humans, la funció dels quals és només proveir l'energia i informació necessàries per obtenir un bon producte final. Això contradiu el segon imperatiu kantià, no tractar a les persones només com a mitjans per a finalitats alienes.

## Accepció cultural
L'accepció cultural de sistema sociotècnic considera de manera integral la interacció entre les persones i els mitjans que usen per modificar el seu ambient, les tecnologies. Part de la premissa que la cultura (en la seva accepció antropològica) i les tecnologies són interdependents, que la modificació d'una necessàriament produeix canvis en l'altra.
Encara que sense ser explicitat amb aquest nom, el concepte subjecte en el mètode usat pels arqueòlegs per a la reconstrucció de les característiques culturals de pobles prehistòrics a partir dels seus productes materials, la denominada cultura material. És també un dels ingredients principals del materialisme històric, els aspectes científics del qual i tecnològics han estat detalladament desenvolupats per l'antropòleg australià Gordon Childe i el físic irlandès John D. Bernal. En temps més recents, sense invocar conceptes marxistes, ha estat reformulat a partir d'una noció més rigorosa de sistema en treballs com el del filòsof alemany G. Ropohl.
En rigor del terme, l'accepció laboral correspon a un subsistema sociotècnic inclòs dins del sistema sociotècnic d'una societat.